# Thám tử lừng danh Conan: Lễ cầu hồn của thám tử
Thám tử lừng danh Conan: Lễ cầu hồn của thám tử (Nhật: 名探偵コナン 探偵たちの鎮魂歌 Hepburn: Meitantei Konan: Tantei Tachi no Rekuiemu) là bộ phim hoạt hình chính thứ 10 của bộ truyện tranh Thám tử lừng danh Conan được ra mắt tại Nhật Bản năm 2006, với thám tử chính là Kudo Shinichi. Tại Việt Nam phim được chiếu trên kênh HTV3 lần đầu vào ngày 5 tháng 2 2017.

## Cốt truyện
Conan, Kogoro, Ran, Ayumi, Genta, Mitsuhiko và Haibara được mời đến thăm một khách hàng trong một khách sạn bên cạnh công viên Miracle Land. Ran và những đứa trẻ vào công viên sau khi được đưa vòng tay vào công viên miễn phí, trong khi Conan và Kogoro phải ở lại bởi khách hàng nhờ ông giải quyết một vụ án bí ẩn, nếu không những chiếc đồng hồ đeo tay được thiết lập để phát nổ. Các khách hàng cũng biết các dây đeo cổ tay của Ran và mọi người được thiết lập để kích nổ họ nên rời khỏi cơ sở. Người đàn ông bí ẩn tiết lộ rằng hai thám tử khác đã làm, một bị giết, trong khi một vẫn còn làm việc.
Conan và Kogoro điều tra một khách sạn. Họ thấy mặt nạ trượt tuyết và một khẩu súng, trong đó đã được sử dụng cho một vụ cướp. Vào cùng ngày của các vụ cướp, Kaitou Kid đã đánh cắp một số đồ trang sức từ một công ty gần đó. Kogoro lấy túi, nhưng cuối cùng bị ngăn lại bởi Kid. Người đàn ông bí ẩn gọi Conan, xác định anh là Shinichi và cung cấp cho anh ta một đầu mối thứ hai.
Conan gặp Heiji Hattori người đã tiết lộ rằng anh cũng là một phần của việc tìm kiếm, với người bạn của anh Kazuha cũng bị bắt làm con tin. Hattori và Conan làm việc cùng nhau và kết thúc tại Đại học hải dương Yokohama, nơi họ tham gia cùng với Hakuba Saguru, một thám tử nổi tiếng từ miền Đông. Họ tìm ra rằng một trong những đội trưởng cũ của câu lạc bộ, Nishio, bị buộc tội giết một người bạn cùng câu lạc bộ. Hattori sau đó xác nhận với khách hàng qua điện thoại rằng màu ông muốn họ để giải quyết một vụ án giết người.
Họ bị tấn công bởi hai người đi xe máy làm việc cho một người đang cố gắng để giết Kaitou Kid. Để trốn thoát, ba thám tử chia tay. Conan rơi xuống từ một cây cầu và bị gãy chân.
Kogoro đã được đưa ra báo cáo của mình cho khách hàng trong khách sạn khi Hattori đánh ngất ông để anh không bị giết khi ông đưa ra một kết luận sai lầm. Sau đó, họ phát hiện ra các khách hàng là người sử dụng xe lăn mù và tiết lộ sự thật với anh. Nishio và Reiko, một người phụ nữ khách hàng đã yêu, đã dàn dựng vụ cướp một chiếc xe bọc thép. Tên cướp đã đi sai khi một người bảo vệ đã bị giết chết và hắn trốn thoát. Vụ cướp sau đó đã được chứng kiến bởi Kaitou Kid. Như vậy, Nishio đã bị sát hại để giữ cho sự tham gia của hai người kia im lặng. Conan và Hattori nói rằng Nishio đã chết trước khi khách hàng đã bắn ông và Reiko là kẻ giết người thực sự. Khi khách hàng hoảng sợ và cố gắng để rời khỏi thành phố, xe của mình bị phá hoại khi ông giết anh ta.
Reiko xuất hiện tại thời điểm đó và xác nhận sự thật đằng sau vụ việc. Cô cố gắng để giết các thám tử nhưng kế hoạch bị đánh sập.
Conan truy cập vào máy tính để thay đổi các thiết lập trên dây đeo cổ tay nhưng không thành công do máy tính bị hỏng vì một tiếng súng lỏng lẻo. Conan cố để hủy liên kết, nhưng không phải là khu vực hạn chế nên cuối cùng đã thành công. Sau đó những chiếc đồng hồ được thu thập bởi các cảnh sát, ngoại trừ một (Genta) mà không được hạch toán như cảnh sát nghĩ rằng số lượng các dây đeo cổ tay là chính xác. Họ quên rằng Sonoko Suzuki không liên quan đến các trường hợp do đó họ cần có thêm một trong số các dây đeo cổ tay thu thập. Sau khi cảnh sát thu thập các dây đeo cổ tay, tất cả trong số họ đã đi đến đi Super Snake. Genta mang theo dây đeo cổ tay khi đi. Khi bắt đầu đi xe, Hattori thấy dây đeo cổ tay và hét lên. Haibara cố gắng để loại bỏ nó, nhưng do sự chuyển động của xe, các nơi có thể phát nổ trên dây đeo cổ tay ghế cuối cùng của chuyến đi. Khi đi xe đến biển được ra khỏi khu vực hạn chế, Kaitou Kid lấy dây đeo cổ tay và ném nó đi để cho nó nổ tung một cách an toàn.
Conan tiết lộ rằng Kid là đi với họ trong một thời gian dài, cải trang thành Hakuba Saguru. Cái chết của ba thám tử trước đó được tiết lộ đã được dàn dựng.
Vị khách hàng đã được xác nhận là Itoh Suehiko, cựu hội trưởng CRY

## Phân vai
| Nhân vật            | Diễn viên lồng tiếng | Diễn viên lồng tiếng |
| ------------------- | -------------------- | -------------------- |
| Nhân vật            | Nhật Bản             | Việt Nam             |
| Edogawa Conan       | Takayama Minami      | Hoàng Khuyết         |
| Kudo Shinichi       | Yamaguchi Kappei     | Hoàng Khuyết         |
| Mouri Ran           | Yamazaki Wakana      | Thúy Hằng            |
| Mouri Kogoro        | Kamiya Akira         | Trần Vũ              |
| Hattori Heiji       | Horikawa Ryo         | Quang Tuyên          |
| Takagi Wataru       | Takagi Wataru        | Quang Tuyên          |
| Toyama Kazuha       | Miyamura Yuko        | Thu Hiền             |
| Suzuki Sonoko       | Matsui Naoko         | Ngọc Quyên           |
| Agasa Hiroshi       | Ogata Kenichi        | Chơn Nhơn            |
| Haibara Ai          | Hayashibara Megumi   | Ái Phương            |
| Yoshida Ayumi       | Iwai Yukiko          | Kim Ngọc             |
| Tsuburaya Mitsuhiko | Ōtani Ikue           | Chánh Tín            |
| Kojima Genta        | Takagi Wataru        | Thiện Trung          |
| Thanh tra Megure    | Chafurin             | Trí Luân             |
| Shiratori Ninzaburo | Inoue Kazuhiko       | Tuấn Anh             |
| Sato Miwako         | Yuya Atsuko          | Huyền Trang          |
| Hakuba Saguru       | Ishida Akira         | Minh Vũ              |
| Nakamori Ginzo      | Ishizuka Unsho       | Minh Vũ              |
| Kaitou Kid          | Yamaguchi Kappei     | Minh Vũ              |
| Miyama Soichiro     | Nojima Akio          | Tất My Ly            |
| Takada Masao        | Tahara Aruno         | Thân Vinh            |
| Itoh Suehiko        | Furuya Tohru         | Tấn Phong            |
| Shimizu Reiko       | Hirano Fumi          | Linh Phương          |
| Ono                 | Onosaka Masaya       | Hạnh Phúc            |

## Âm nhạc
- "Yuruginai mono Hitotsu(ゆるぎないものひとつ)" của B'z